# Songbird (Eva Cassidy)
Songbird è un album di raccolta della cantante statunitense Eva Cassidy, pubblicato nel 1998, due anni dopo la sua morte.

## Tracce
1. Fields of Gold
2. Wade in the Water
3. Autumn Leaves
4. Wayfaring Stranger
5. Songbird
6. Time Is a Healer
7. I Know You By Heart
8. People Get Ready
9. Oh, Had I a Golden Thread
10. Over the Rainbow